# GIPO
GIPO este un lanț de magazine de articole de pescuit din România.
Este importatorul oficial al brandului de produse sportive Asics.
Compania Gipo face parte din anul 2006 din portofoliul Fondului de Investiții Gemisa.
Cifra de afaceri:
- 2007: 8,1 milioane euro[1]
- 2006: 5,1 milioane euro[1]